# 養犬學
養犬學是研究犬科以及家犬的一門學問。主要涉及犬的起源与驯化、犬的生物学特性、用途及与人类社会關係、犬的饲养和管理、犬的繁殖和育种以及外界环境对犬的影响。